# François Eysserman
François Eysserman (né Marius Jean François Eyssermann le 10 avril 1900 à Marseille, où il est décédé le 21 novembre 1980) est un pilote automobile français de Tunisie, actif sur circuits.

## Biographie
Garagiste outre-mer, il fait venir de l'usine de Molsheim un modèle Bugatti T35 afin de pouvoir disputer la deuxième édition du Grand Prix de Tripoli, organisé dans la toute proche Libye alors sous occupation italienne. La voiture ayant été livrée tardivement et n'ayant pu trouver un autre bateau pour le transfert depuis Tunis, il doit louer une embarcation de pêche au thon, son véhicule étant alors embarqué en soute pour aller disputer l'épreuve,.
À l'indépendance de la Tunisie en 1956, il regagna la France et s'installe à Marseille tout en continuant son métier de garagiste.

## Palmarès
Grand Prix (2 victoires) :
- Grand Prix de Tripoli en 1926, sur Bugatti T35 ;
- Grand Prix du Comminges en 1927, sur Bugatti T35 : course par handicap devant Robert Masse et Robert Gauthier, tous deux sur Salmson) ;
  - 3e de la manche des voitures 2L au Grand Prix de Provence 1926, sur Bugatti T35 (derrière Louis Chiron et Marcel Lehoux) ;
  - Participation au Grand Prix de Milan en 1926.